# Szlatyn
Szlatyn – kolonia w Polsce położona w województwie lubelskim, w powiecie tomaszowskim, w gminie Jarczów.
W latach 1975–1998 miejscowość administracyjnie należała do województwa zamojskiego.
Kolonia jest sołectwem w gminie Jarczów. Według Narodowego Spisu Powszechnego z roku 2011 kolonia liczyła 172 mieszkańców.
Wierni Kościoła rzymskokatolickiego należą do parafii św. Anny w Gródku.

## Części kolonii
| SIMC    | Nazwa | Rodzaj        |
| ------- | ----- | ------------- |
| 0890229 | Wola  | część kolonii |

## Historia
Wieś wymieniona w roku 1409 jako własność Wojciecha za Szlatyna współfundatora kościoła w gródku obok Wolczka z Gródka, Stefana z Werszczycy, Stanisława i Andrzeja z Typina oraz Mikołaja z Podhorca.

W drugiej połowie XV wieku Szlatyn przechodzi do rąk Mikołaja Zbrożka z Żernik wojskiego bełskiego, a w końcu wieku dziedziczy po nim syn Paweł z Żernik także wojski bełski.
W drugiej połowie wieku XIX, Szlatyn oraz Łubcze stanowią dobra Teodora Bilińskiego. Dobra Łubcze wraz z folwarkiem Szlatyn posiadały 1402 morgi. Wieś Szlatyn, [w:] Słownik geograficzny Królestwa Polskiego, t. V: Kutowa Wola – Malczyce, Warszawa 1884, s. 771. osad 52 z gruntem 593 morgi.